# 米哈伊洛夫斯卡亚农村居民点
米哈伊洛夫斯卡亚农村居民点（俄语：Михайловское сельское поселение）是俄罗斯联邦伏尔加格勒州乌留平斯克区所属的一个农村居民点。其下辖有7个居民点，行政中心为米哈伊洛夫斯卡亚。据2016年统计，该农村居民点的人口为1639人。